# Boucharde

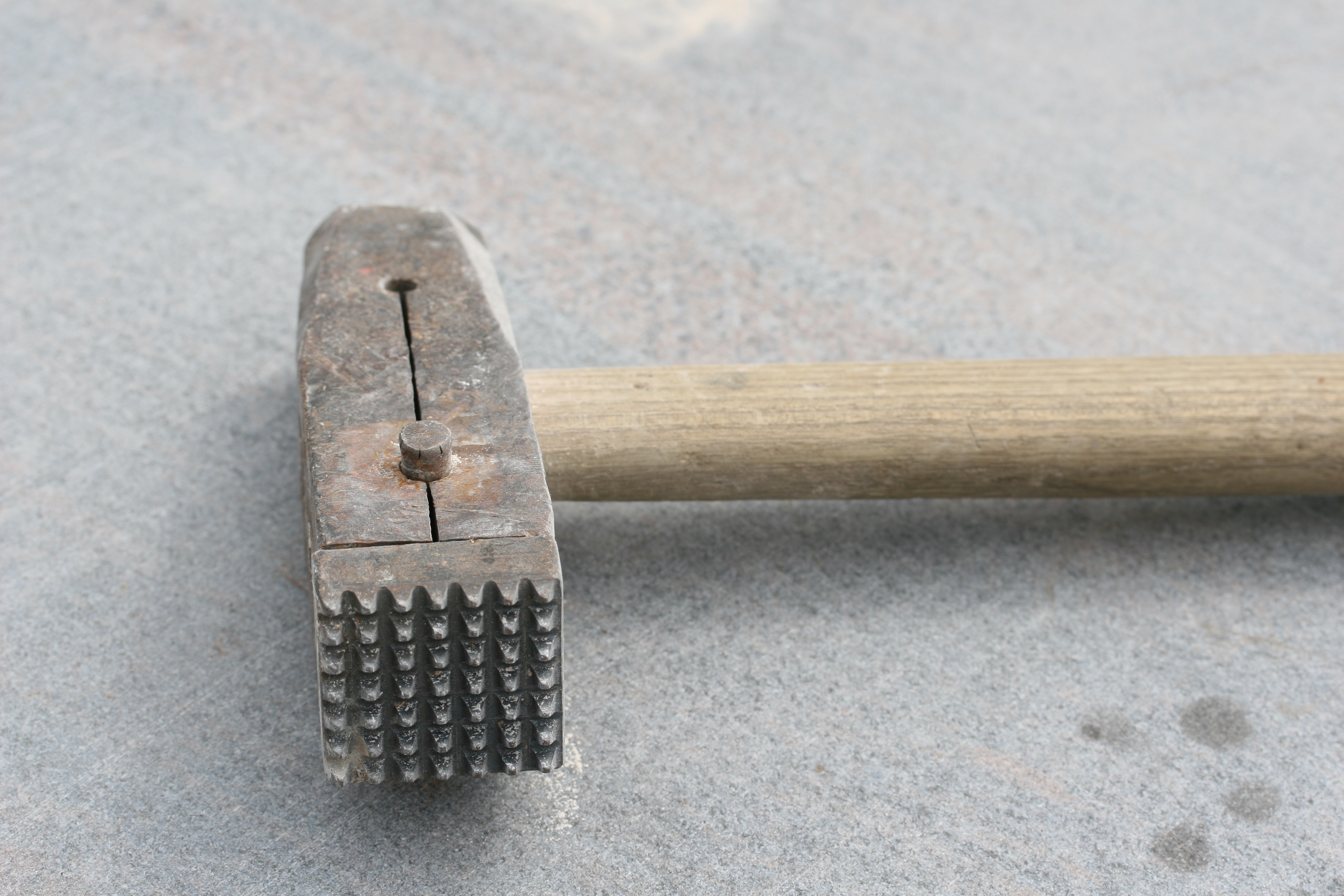
Boucharde

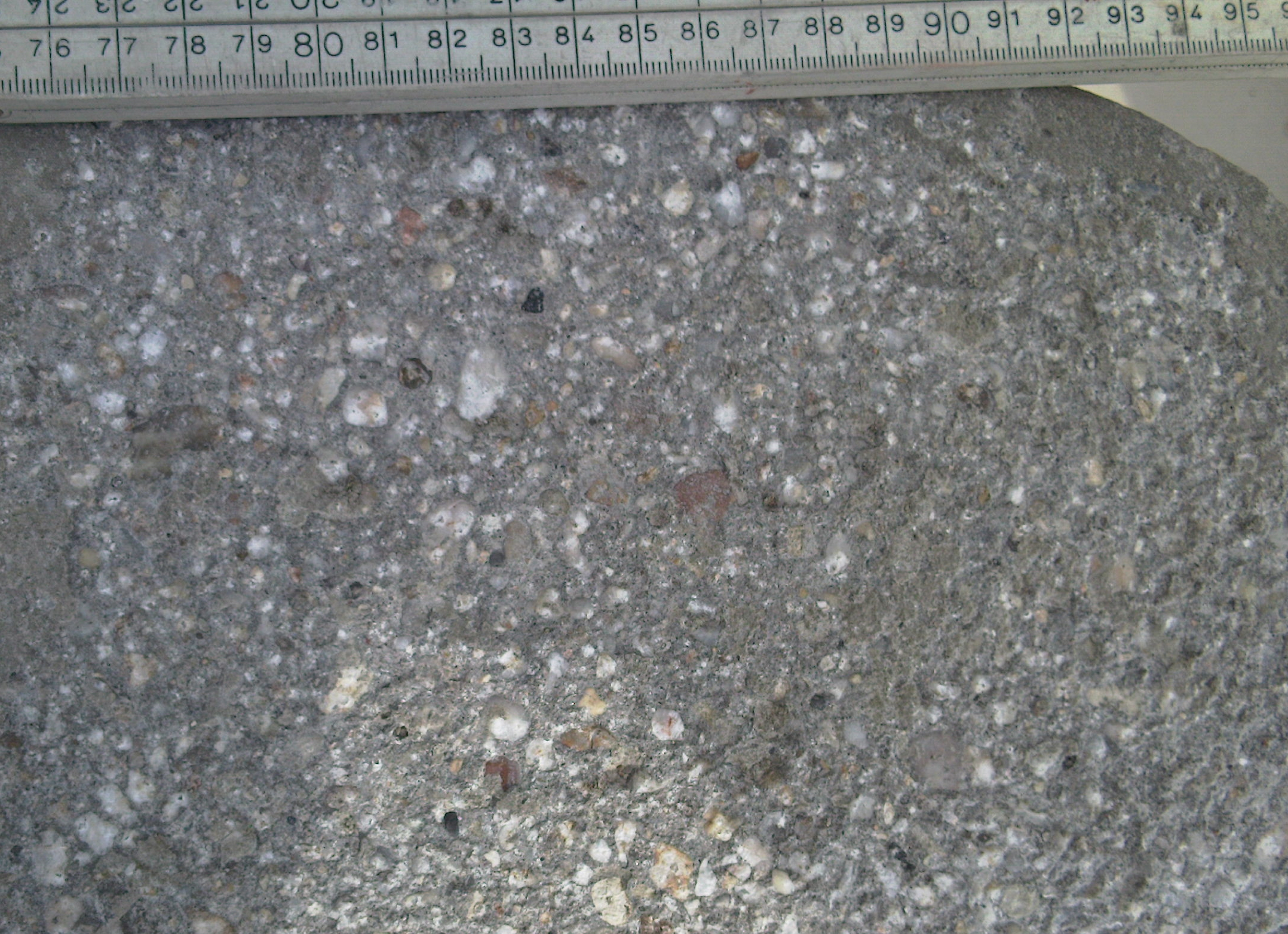
Surface bouchardée

La boucharde est un marteau à tête découpée en « pointe-de-diamant » avec lequel le tailleur de pierre achève de tailler les pierres dures dégrossies au ciseau. En sculpture, la boucharde est une sorte de ciseau en acier trempé portant les mêmes aspérités appelées "pointe-de-diamant" et servant à pratiquer dans le marbre les ouvertures que le sculpteur obtiendrait difficilement par l'emploi de ciseaux tranchants. 

## Origine et présentation de l'outil
Cet outil semble faire son apparition à la fin du Moyen-Âge. Des traces de bouchardage sont observée sur les pierres travaillées au début du XVe siècle pour l'édification de l'abbatiale de Saint-Claude, par exemple. Son emploi se généralise à l'époque moderne.
À Paris, en 1862, les parements des pierres sont layés, c'est-à-dire dressés au marteau bretté puis passés à la ripe. Plusieurs constructeurs préfèrent ce dernier mode de travail en objectant que la boucharde meurtrit la surface des parements et en facilite l'éclat à la gelée. Il semble toutefois que les parements bouchardés ne s'écaillent à la gelée que quand les pierres ne sont pas d'une grande dureté mais que pour les pierres très dures la boucharde n'est pas plus nuisible que le marteau.
Les bouchardes des tailleurs de pierre possèdent souvent une ou deux têtes interchangeables en acier, composées chacune d’un damier de pointes pyramidales dites en « pointe-de-diamant ». Pour s'en servir, l'ouvrier frappe du plat de ses têtes les parements dégrossis à la pioche de manière à en détacher les aspérités. Sur différents travaux hydrauliques, les parements des pierres sont terminés au moyen de la boucharde fine avec laquelle on les frappe entre quatre ciselures parfaitement régulières qui forment les arêtes des pierres.
On se sert aussi de la boucharde pour dégrossir les parements dont on enlève ensuite les aspérités au moyen du marteau bretté après lequel on passe le côté denté de la ripe puis le côté uni pour terminer la taille. Actuellement, on boucharde les plaques de parement en pierre de certaines façades, des dalles de sol, en pierre ou en béton. Le bouchardage donne à la surface un aspect granuleux esthétique et pour les dalles de sol et marches d'escalier, des propriétés antidérapantes.

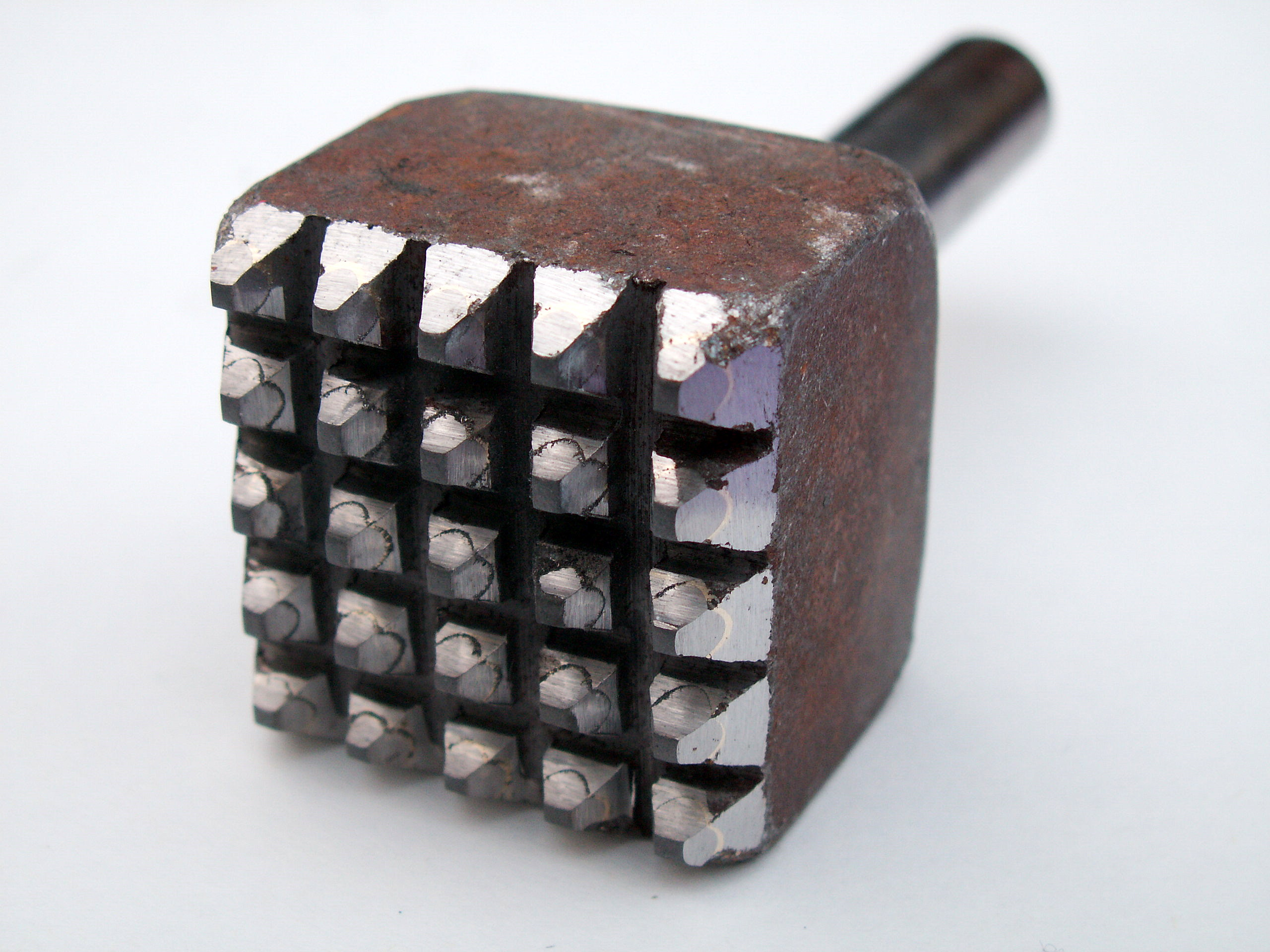
Boucharde issue d'une machine pneumatique
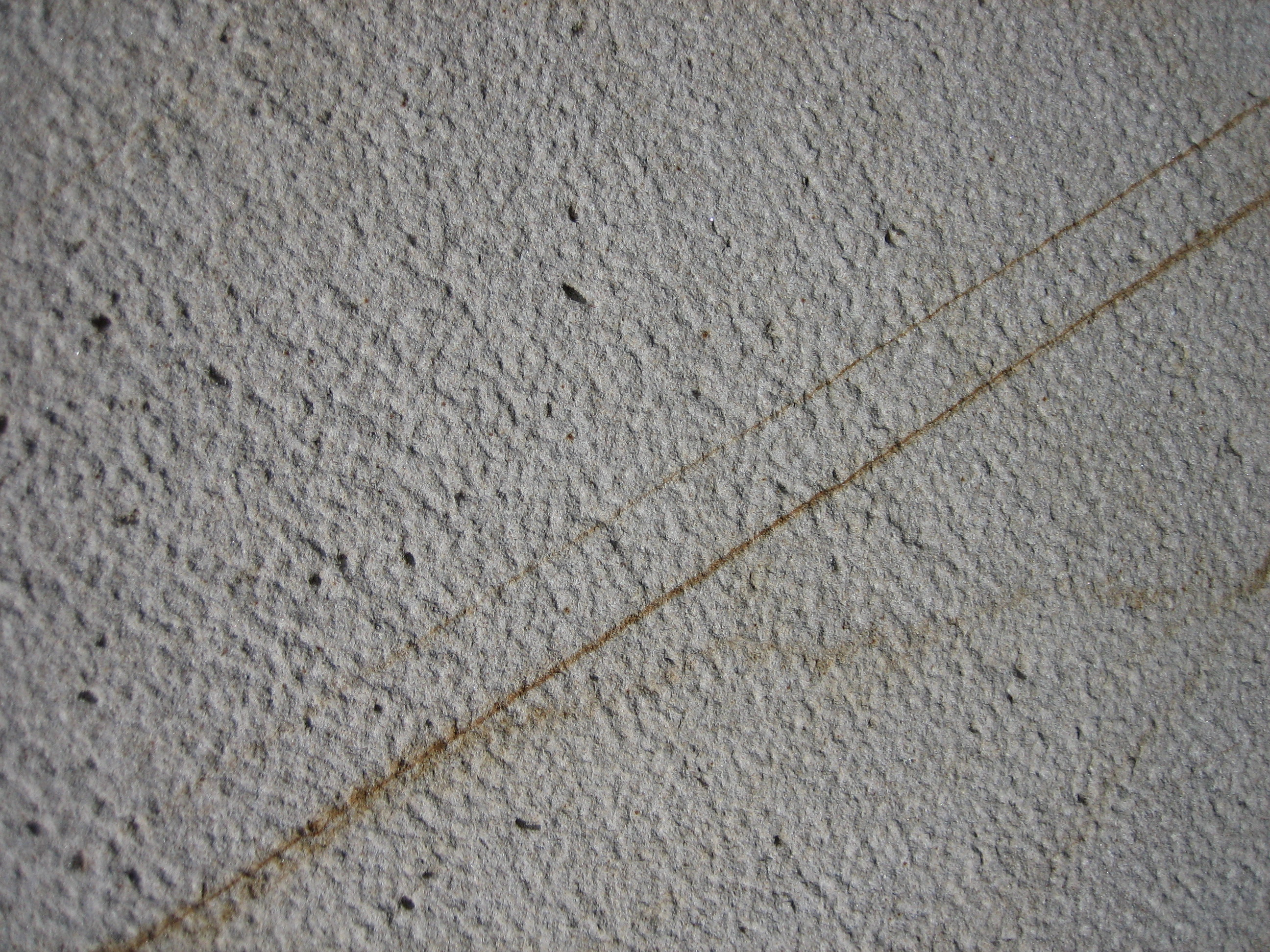
Grès bouchardé
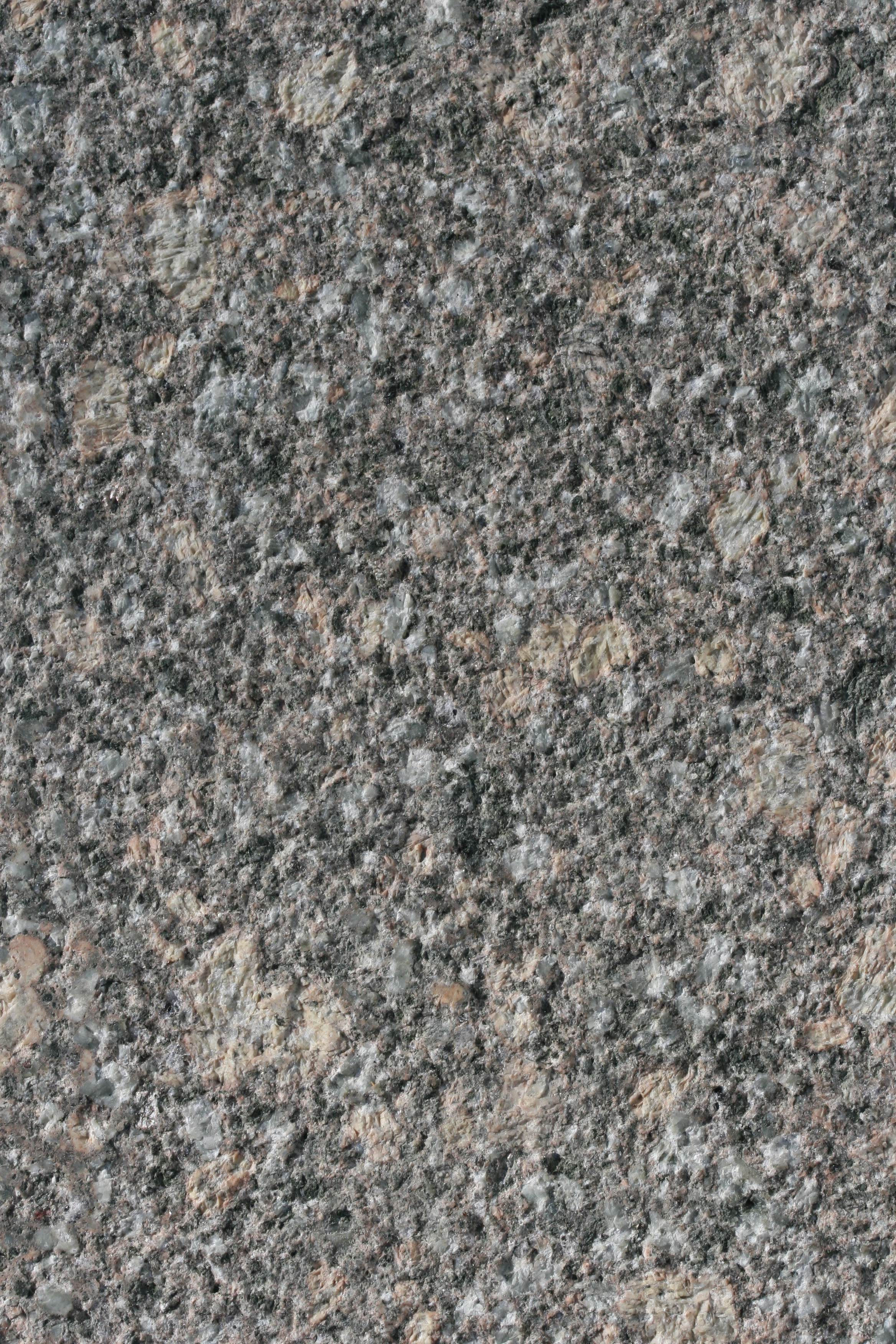
Granite bouchardé
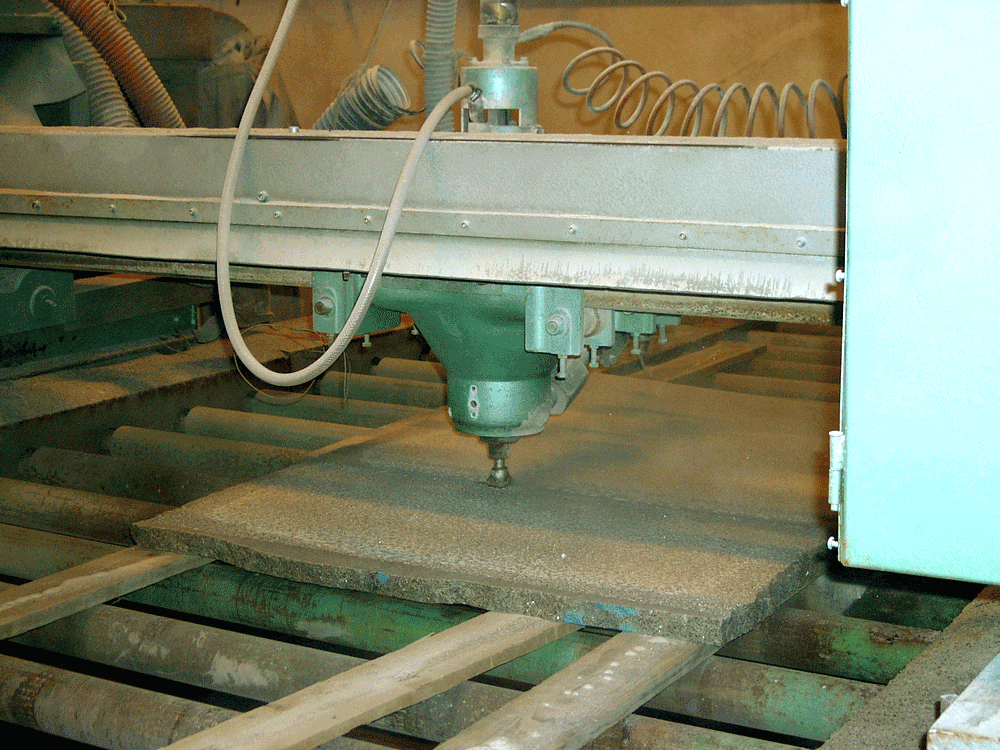
Boucharde pneumatique

La boucharde désigne aussi un outil de fer long, dont l'extrémité inférieure est acérée, taillée à pointes-de-diamant, et qui sert à layer, ou dresser les parements de la pierre.

## Boucharder et bouchardage
Le verbe boucharder signifie « travailler à la boucharde ». On peut dire d'une dalle en pierre qu'elle est bouchardée. Un paveur peut boucharder une bordure de trottoir, un sculpteur un socle de colonne. Le bouchardage désigne la technique qui consiste, à l'aide d'une boucharde, d'un outil équivalent ou de machines, à frapper à petits coups la surface qu'on veut modifier, pour en détacher peu à peu de la poussière ou de menus éclats. La technique du bouchardage était déjà utilisée avant l'existence de la boucharde : durant la Préhistoire, le bouchardage d'une pierre consiste à la frapper avec un percuteur (en pierre) de manière répétée afin d'obtenir de petits écrasements destinés à aplanir une surface ou à y réaliser un motif ornemental.